# Виринниця тупоплода
Виринниця тупоплода, виринниця тупоплідна (Callitriche cophocarpa) — вид трав'янистих рослин родини подорожникові (Plantaginaceae), поширений у Європі та Сибіру.

## Опис

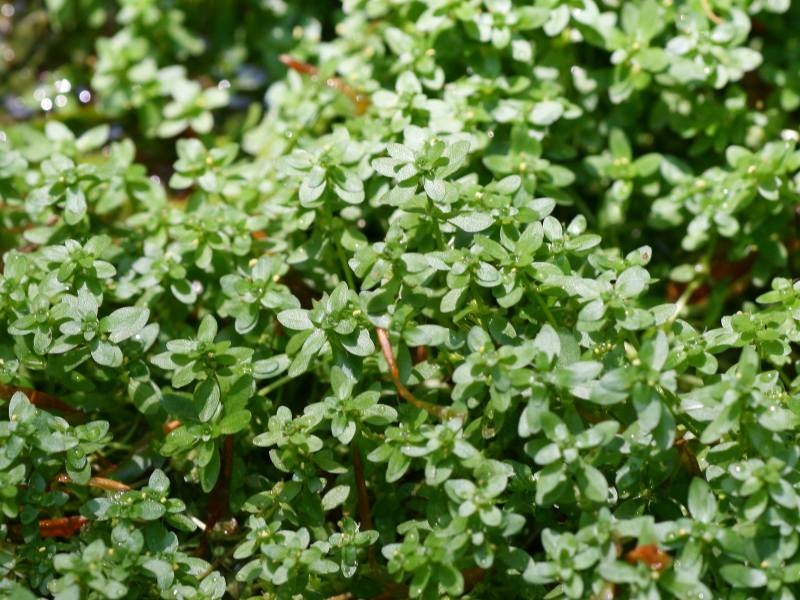

Однорічна рослина 5–45 см заввишки. Стебла ниткоподібні, злегка сплюснуті. Листки світло-зелені, нижні — лінійні, верхні (плавучі) — округлояйцеподібні. Серпоподібні приквітки на верхівці гачкувато зігнуті. Плоди сплюснуто-округлі, 1,2–1,5 мм шириною, їхні лопаті без перетинкової облямівки по кілю. Стовпчики товсті, міцні, 4–6 мм довжиною, залишаються при плодах.

## Поширення
Поширений у Європі та Сибіру.
В Україні вид зростає в малих річках, канавах, заводях, болотах — на всій території, розсіяно.